# Lễ hội chạy với bò
Lễ hội chạy đua với bò là một lễ hội được tổ chức hàng năm ở Pamplona, Tây Ban Nha. Các hoạt động nổi tiếng nhất của lễ hội chạy đua với bò là lễ hội kéo dài tám ngày Sanfermines vinh danh thánh Fermin ở Pamplona,  mặc dù các lễ hội kiểu này cũng được tổ chức tại thị trấn và làng khắp Tây Ban Nha, Bồ Đào Nha, trong một số thành phố ở Mexico, trong lễ hội San Jose tổ chức tại Trujillo, Peru, Mesquite, Nevada, miền nam nước Pháp trong mùa hè.
Trong lễ hội này, một nhóm bò tót được thả ra, nhiều người chạy trước chúng. Có nhiều người bị bò húc bị thương hoặc chết. Kể từ năm 1924 đến nay, đã có 15 người chết trong những cuộc chạy đua với bò tót.
Những con bò tót tham gia chạy đua vào buổi sáng sẽ bị giết thịt bởi những người đấu bò vào buổi tối, thịt của chúng sẽ được mang tới các nhà hàng trong thành phố để phục vụ thực khách.

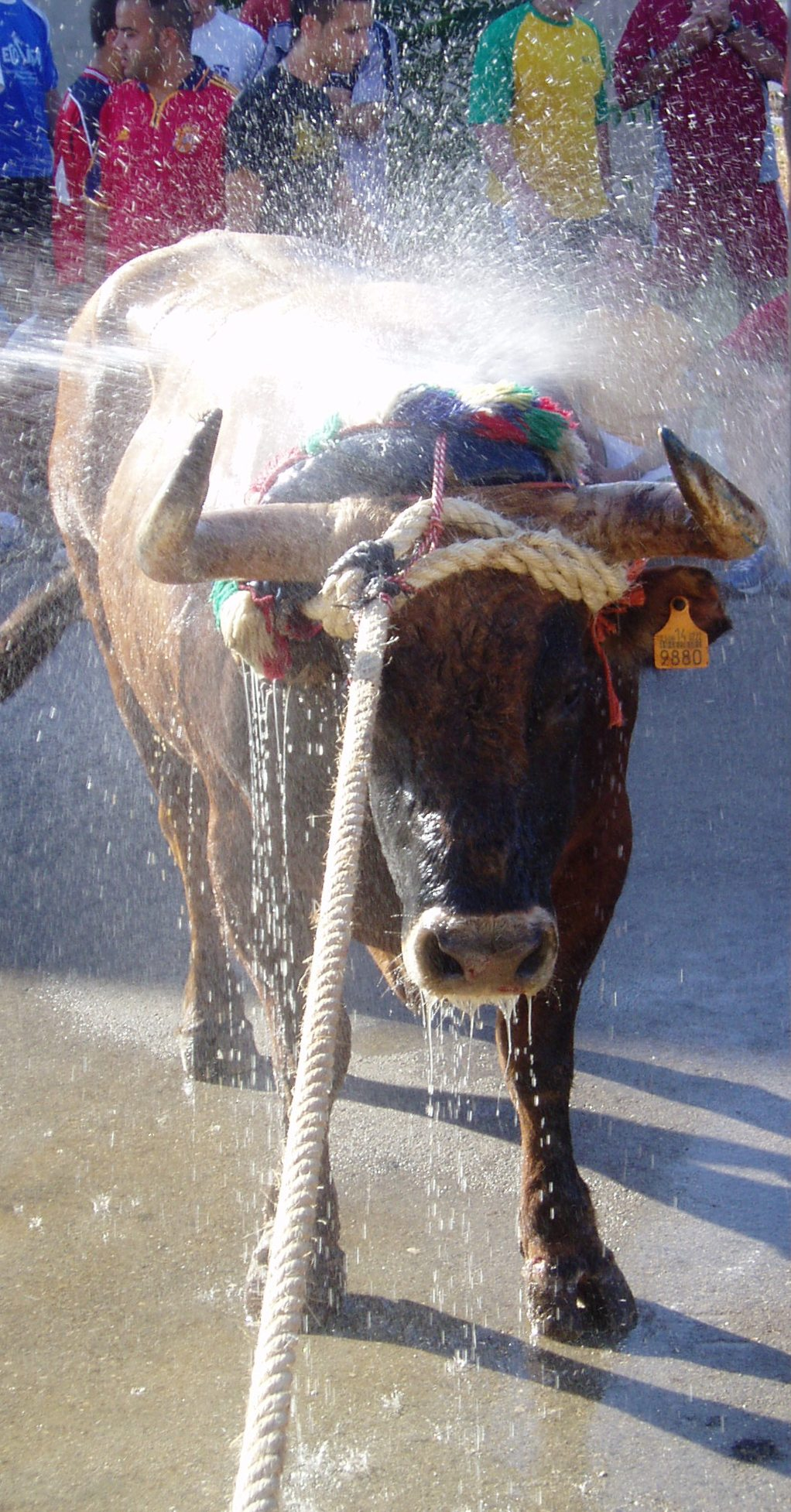
Một con bò tham gia lễ hội